# М120-15 «Молот»
М120-15 «Молот» — миномёт калибра 120 мм украинского производства, разработанный на основе советского миномёта 2Б11.

## История
Задача разработать 120-мм миномёт была поставлена министерством обороны Украины в мае 2015 года. За два месяца киевским заводом «Маяк» была разработана документация из взятого за основу советского миномёта 2Б11. Первый опытный экземпляр миномёта был изготовлен 25 августа 2015 года. Первые опытные стволы для миномета были изготовлены на Старокраматорском машиностроительном заводе.
1 сентября 2015 года демонстрационный образец миномёта был направлен на испытания, в ходе которых из миномёта было сделано свыше 500 выстрелов.
17 ноября 2015 года приказом генерального штаба ВСУ № 448 миномёт был допущен к эксплуатации в вооружённых силах Украины.
3 марта 2016 года вооружённым силам Украины передали первую партию миномётов, 23 марта 2016 — следующую партию миномётов.
Летом 2016 года стоимость одного миномёта составляла 483 тыс. гривен.
25 июля 2016 года в ходе стрельб на полигоне «Широкий лан» в Николаевской области взорвался миномёт «Молот» (в результате погиб 1 и были ранены 8 военнослужащих), это первый известный случай детонации миномёта этого типа.
6 июля 2018 года в ходе учений на Ровенском полигоне взорвался миномёт «Молот», в результате погибли 3 и были ранены 9 военнослужащих 128-й отдельной горно-штурмовой бригады. После этого президент Украины П. А. Порошенко запретил применять на учениях миномёты этого типа до завершения расследования. 11 июля 2018 года для выяснения причин детонации миномёта было принято решение произвести военную, взрывотехническую и баллистическую экспертизы, для которой были выделены два миномёта (в ходе следственного эксперимента один из этих миномётов был взорван на Ровенском полигоне методом контролируемого подрыва).
12 июля 2018 года во время выступления на заседании комитета Верховной Рады Украины по вопросам национальной безопасности и обороны начальник Центрального научно-исследовательского института вооружения и военной техники вооруженных сил Украины Игорь Чепков сообщил, что за два года эксплуатации миномётов в войсках имели место 12 взрывов из-за внештатного срабатывания минометов, в том числе 8 взрывов миномётов «Молот». По словам Чепкова, 7 из 12 взрывов миномётов произошло вследствие двойного заряжания, а 5 — по причине преждевременного срабатывания взрывателя.
23 сентября 2018 года в ходе стрельб в 72-й отдельной механизированной бригаде взорвался ещё один миномёт «Молот».
Всего с 2016 года по сентябрь 2018 года произошло 9 разрывов миномётов «Молот», в результате которых погибли 13 человек и получили ранения 30 человек.
8 декабря 2018 года Центральное ракетно-артиллерийское управление ВСУ сообщило о приостановлении эксплуатации в войсках миномёта М120-15 «Молот» и подтвердило, что на вооружение миномёт всё ещё официально не принят.
Тем не менее, в 2018 году миномёт М120-15 был включён в перечень оружия, предлагаемого на экспорт государственной компанией «Спецтехноэкспорт».
8 февраля 2019 года во время ведения огня на седьмом выстреле взорвался ещё один 120-мм миномёт: погибли два и были ранены ещё три военнослужащих 79-й отдельной десантно-штурмовой бригады.
16 мая 2019 года Старокраматорский машиностроительный завод представил демонстрационный образец 120-мм миномёта с опорной плитой нового образца, который получил наименование «Бучарда».
6 ноября 2019 года в результате взрыва ещё одного бракованного 120-мм миномёта «Молот» погибли два и были ранены ещё три военнослужащих 128-й отдельной горно-штурмовой бригады.
14 июня 2020 года в ходе ведения огня по селу Калиновка в результате разрыва миномёта «Молот» погибли два военнослужащих 24-й бригады вооружённых сил Украины и ещё два получили минно-взрывные травмы.
30 июня 2020 года в результате разрыва ствола миномёта «Молот» получили ранения три военнослужащих 30-й бригады вооружённых сил Украины (два из них были в тяжёлом состоянии доставлены в военный госпиталь города Часов Яр).
20 августа 2020 года министерство обороны Украины сообщило о намерении отказаться от использования и вывести из эксплуатации миномёты М120-15 «Молот», для замены которых в войсках предполагается использовать 60-мм пехотные миномёты МП-60, 120-мм миномёт новой конструкции, разрабатываемый по программе УПIК-120, а также закупленные за границей импортные 120-мм миномёты.
20 января 2021 года киевский завод «Маяк» представил демонстрационный образец миномёта М120-16, который представляет собой модернизированный вариант М120-15 «Молот» и предназначен для его замены.
26 марта 2021 года на передовых позициях 59-й отдельной мотопехотной бригады ВСУ произошёл разрыв ствола 120-мм миномёта «Молот», в результате погибли два военнослужащих бригады и ещё два получили тяжёлые ранения.

## Технические характеристики
Миномёт имеет массу 210 кг, дальность стрельбы 7100 м, скорострельность до 12 выстрелов в минуту, для стрельбы использует 120-мм мины советского образца и оснащён предохранителем от двойного заряжания.

## Страны-эксплуатанты
- Украина — по состоянию на начало 2022 года на вооружении имелось 120 шт. миномётов М120-15 "Молот" (которые использовались в войсках вместе с 120-мм миномётами иных систем)[26]